# Cotone mercerizzato

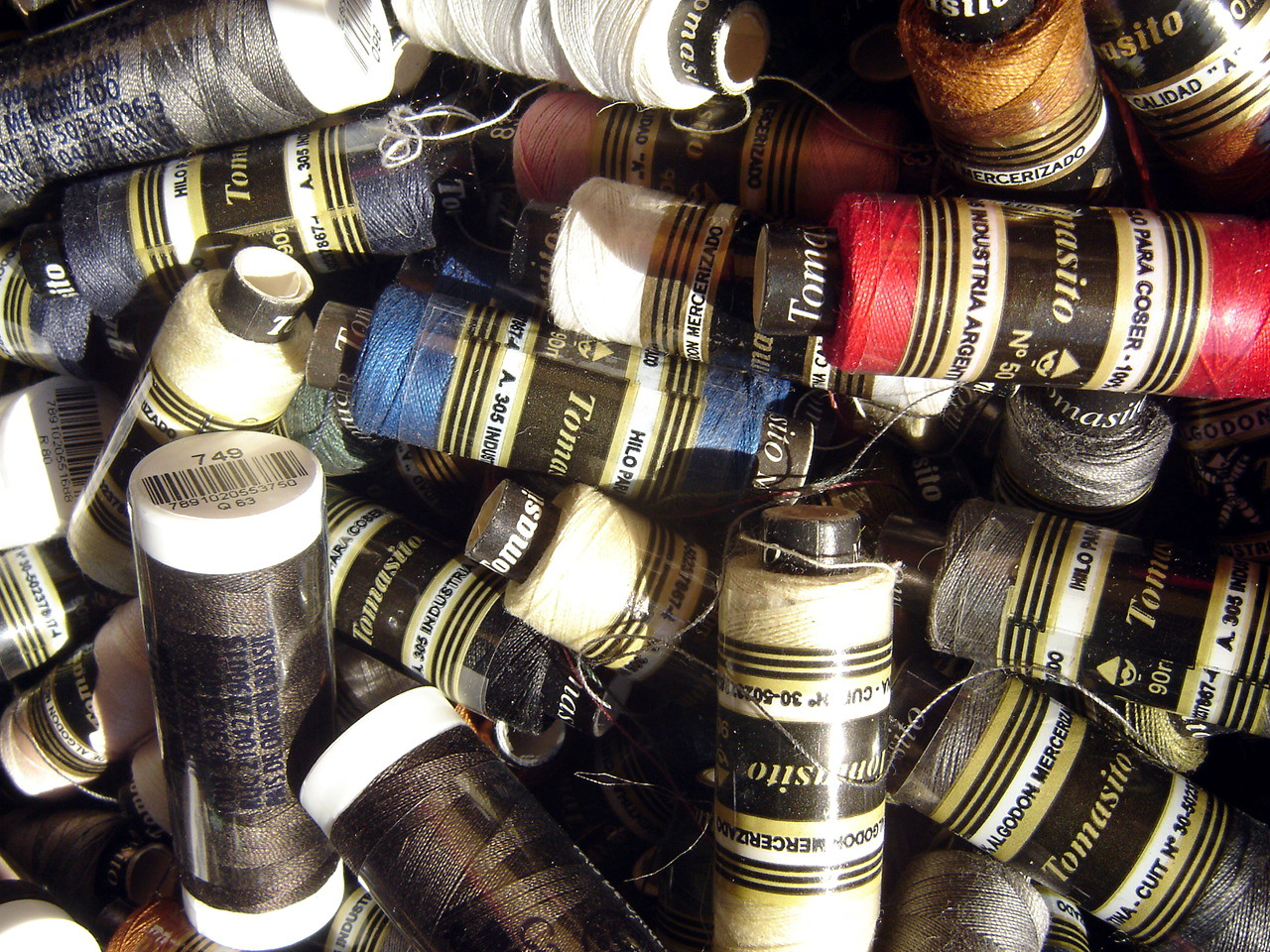
Bobine di cotone mercerizzato.

Il cotone mercerizzato è un filato di cotone (per legge esclusivamente dalla filatura e torcitura della bambagia che avvolge i semi delle piante del genere Gossypium) che subisce un trattamento, denominato mercerizzazione, con bagno di soda caustica in soluzione concentrata a 30° Bé (Baumé).
Il procedimento era stato brevettato nel 1851 dal chimico inglese John Mercer, e, applicandolo al cotone, era stata perfezionata la fase di sbiancatura e nobilitazione delle matasse di filato di lino, tradizionalmente effettuata tramite bollitura, ma in cui si aggiungevano sostanze "mordenti".
La mercerizzazione effettuata con la soda a bassa temperatura (10 °C) trasforma il filato, che modifica la sua sezione e permette di ottenere capi finiti di mano migliore, con maggior lucentezza, migliore igroscopicità e affinità tintoriale.
Per cotone vergine si intende il filato lavorato per la prima volta, mentre per cotone rigenerato si intende quello ottenuto dalla rilavorazione di tessuti già utilizzati.